# Пржевальская
Пржева́льская — железнодорожная станция как населённый пункт в Пограничном районе Приморского края России.
Населённый пункт находится при одноимённой железнодорожной станции.

## История
В начале 1900 года, после сдачи участка железной дороги в эксплуатацию, было сдано и здание станции Хорватово КВЖД. Кроме руководства станции здесь осели несколько солдат железнодорожного батальона, вольнонаемные из Владивостока. Были построены дома, появились хозяйства, распахивались земли. До 1938 года на территории станции проживали корейские и китайские семьи. На станции Хорватово был рисовый завод, туда привозили рушить рис из соседних районов. В 1952 году станция Хорватово была переименована в станцию Пржевальск, позже в станцию Пржевальская.
С 2004 до 2020 гг. входила в Сергеевское сельское поселение.

## Население
| 2002 | 2010 |
| ---- | ---- |
| 136  | ↘115 |

## Улицы
- Вокзальная ул.
- Горная 1-я ул.
- Горная ул.
- Горный пер.
- Проселочный пер.
- Центральная ул.
- Черемуховая ул.